# 小行星9987
小行星9987（英語：9987 Peano）是一颗围绕太阳公转的小行星。1997年7月29日，天文学家保罗·G·康宝在普雷斯科特发现了此天体。
这颗小行星的绝对星等为313.4204286216136等。